# Liste des députés du Val-de-Marne
 (mai 2025).
Le département du Val-de-Marne est divisé de 1968 à 1986 en huit circonscriptions législatives, le nombre de sièges ayant été porté à douze en 1986. Ce dernier chiffre a été ramené à onze lors du nouveau découpage électoral de 2010, en vigueur à compter des élections législatives de 2012.

## XVIIelégislature (2024-)
| Circonscription     | Identité                   | Parti | Parti | Suppléant               |
| ------------------- | -------------------------- | ----- | ----- | ----------------------- |
| 1re circonscription | Sylvain Berrios            |       | HOR   | Adrien Caillerez        |
| 2e circonscription  | Clémence Guetté            |       | LFI   | Robin Albert            |
| 3e circonscription  | Louis Boyard               |       | LFI   | Diana Ramalho           |
| 4e circonscription  | Maud Petit                 |       | MoDem | Sophie Le Monnier       |
| 5e circonscription  | Mathieu Lefèvre            |       | LREM  | Sandrine Lalanne        |
| 6e circonscription  | Guillaume Gouffier-Valente |       | LREM  | Annick Voisin           |
| 7e circonscription  | Vincent Jeanbrun           |       | LR    | Nicolas Tryzna          |
| 8e circonscription  | Michel Herbillon           |       | LR    | Hervé Gicquel           |
| 9e circonscription  | Isabelle Santiago          |       | PS    | Pierre Bell-Lloch (PCF) |
| 10e circonscription | Mathilde Panot             |       | LFI   | Farida Chikh            |
| 11e circonscription | Sophie Taillé-Polian       |       | G·s   | Djamel Arrouche         |

## XVIelégislature(2022-2024)
| Circonscription     | Identité               | Parti | Parti | Suppléant            |
| ------------------- | ---------------------- | ----- | ----- | -------------------- |
| 1re circonscription | Frédéric Descrozaille  |       | LREM  | Deborah Rozen-Wargon |
| 2e circonscription  | Clémence Guetté        |       | LFI   | Robin Albert         |
| 3e circonscription  | Louis Boyard           |       | LFI   | Odile Ventura        |
| 4e circonscription  | Maud Petit             |       | MoDem | Alexis Maréchal      |
| 5e circonscription  | Mathieu Lefèvre        |       | LREM  | Sandrine Lalanne     |
| 6e circonscription  | Guillaume Gouffier-Cha |       | LREM  | Chantal Cazals       |
| 7e circonscription  | Rachel Kéké            |       | LFI   | Marie Leclerc-Bruant |
| 8e circonscription  | Michel Herbillon       |       | LR    | Hervé Gicquel        |
| 9e circonscription  | Isabelle Santiago      |       | PS    | Pierre Bell-Lloch    |
| 10e circonscription | Mathilde Panot         |       | LFI   | Farida Chikh         |
| 11e circonscription | Sophie Taillé-Polian   |       | G·s   | Djamel Arrouche      |

## XVelégislature(2017-2022)
| Circonscription     | Identité                                | Parti | Parti | Suppléant                 |
| ------------------- | --------------------------------------- | ----- | ----- | ------------------------- |
| 1re circonscription | Frédéric Descrozaille                   |       | REM   | Véronique Guilbard-Laszlo |
| 2e circonscription  | Jean François Mbaye                     |       | REM   | Jacqueline Eude-Dürler    |
| 3e circonscription  | Laurent Saint-Martin                    |       | REM   | Amandine Mackako          |
| 4e circonscription  | Maud Petit                              |       | MoDem | Alexis Maréchal           |
| 5e circonscription  | Gilles Carrez                           |       | LR    | Paul Bazin                |
| 6e circonscription  | Guillaume Gouffier-Cha                  |       | REM   | Anne Broches              |
| 7e circonscription  | Jean-Jacques Bridey                     |       | REM   | Sonia Skandrani           |
| 8e circonscription  | Michel Herbillon                        |       | LR    | Marie-Hélène Magne        |
| 9e circonscription  | Luc Carvounas (2017-juin 2020)          |       | PS    | Sarah Taillebois          |
| 9e circonscription  | Sarah Taillebois (24 juin 2020)         |       | PS    | —                         |
| 9e circonscription  | Isabelle Santiago (septembre 2020-2022) |       | PS    | Jean Couthures            |
| 10e circonscription | Mathilde Panot                          |       | LFI   | Mourad Tagzout            |
| 11e circonscription | Albane Gaillot                          |       | REM   | Benoit Joseph Onambélé    |

## Quatorzième législature(2012-2017)
| Circ. | Député (Suppléant)                                      | Parti | Parti | Autre mandat                   |
| ----- | ------------------------------------------------------- | ----- | ----- | ------------------------------ |
| 1re   | Henri Plagnol (Jacques Leroy)*                          |       | UMP   |                                |
| 1re   | Sylvain Berrios (Laurence Coulon) (élu le 17/12/2012)   |       | UMP   | Maire de Saint-Maur-des-Fossés |
| 2e    | Laurent Cathala (Nadia Brahimi)                         |       | PS    | Maire de Créteil               |
| 3e    | Roger-Gérard Schwartzenberg (Régis Charbonnier)         |       | PRG   |                                |
| 4e    | Jacques-Alain Bénisti (Guy Le Doeuff)                   |       | UMP   | Maire de Villiers-sur-Marne    |
| 5e    | Gilles Carrez (Dominique Roblin)                        |       | UMP   | Maire du Perreux-sur-Marne     |
| 6e    | Laurence Abeille (Claire Lemeunier)                     |       | EELV  |                                |
| 7e    | Jean-Jacques Bridey (Yannick Piau)                      |       | PS    | Maire de Fresnes               |
| 8e    | Michel Herbillon (Jean-Marie Brétillon)                 |       | UMP   | Maire de Maisons-Alfort        |
| 9e    | René Rouquet (Manuel Bougeard)                          |       | PS    |                                |
| 10e   | Jean-Luc Laurent (Sandrine Bernard)                     |       | MRC   |                                |
| 11e   | Jean-Yves Le Bouillonnec (Christine Revault d'Allonnes) |       | PS    | Maire de Cachan                |

Résultats des élections législatives de 2012 dans le Val-de-Marne.

- Élection annulée, car Jacques Leroy était également remplaçant d'un sénateur [1].

## Treizième législature(2007-2012)

Résultats des élections législatives de 2007 dans le Val-de-Marne.

| Circ. | Député (Suppléant)                                      | Parti | Parti | Autre mandat                                                       |
| ----- | ------------------------------------------------------- | ----- | ----- | ------------------------------------------------------------------ |
| 1re   | Henri Plagnol (Jacques Leroy)                           |       | UMP   | Conseiller général du Val-de-Marne, Maire de Saint-Maur-des-Fossés |
| 2e    | Laurent Cathala (Nadia Brahimi)                         |       | PS    | Maire de Créteil                                                   |
| 3e    | Didier Gonzales (Daniel Urbain)                         |       | UMP   | Maire de Villeneuve-le-Roi                                         |
| 4e    | Jacques-Alain Bénisti (Guy Le Doeuff)                   |       | UMP   | Maire de Villiers-sur-Marne                                        |
| 5e    | Gilles Carrez (Dominique Roblin)                        |       | UMP   | Maire du Perreux-sur-Marne                                         |
| 6e    | Patrick Beaudouin (Agnès Arcier)                        |       | UMP   | Maire de Saint-Mandé                                               |
| 7e    | Marie-Anne Montchamp puis le 01/05/2010 Olivier Dosne   |       | UMP   | Conseillère régionale d'Île-de-France jusqu'en 2008                |
| 8e    | Michel Herbillon (Jean-Marie Brétillon)                 |       | UMP   | Maire de Maisons-Alfort                                            |
| 9e    | René Rouquet (Jean-Marc Bourjac)                        |       | PS    | Maire puis Conseiller municipal d'Alfortville                      |
| 10e   | Pierre Gosnat (Éliane Hulot)                            |       | PCF   | Maire d'Ivry-sur-Seine                                             |
| 11e   | Jean-Yves Le Bouillonnec (Christine Revault d'Allonnes) |       | PS    | Maire de Cachan                                                    |
| 12e   | Richard Dell'Agnola (Yves Barrois)                      |       | UMP   | Maire de Thiais                                                    |

## Douzième législature(2002-2007)

Résultats des élections législatives de 2002 dans le Val-de-Marne.

| Circ. | Nom                                                                                           | Parti | Parti | Autre mandat                          | Suppléant                    |
| ----- | --------------------------------------------------------------------------------------------- | ----- | ----- | ------------------------------------- | ---------------------------- |
| 1re   | Henri Plagnol puis le 19/07/2002 Pierre-Louis Fagniez                                         |       | UMP   | Conseiller général du Val-de-Marne    | Pierre-Louis Fagniez         |
| 2e    | Laurent Cathala                                                                               |       | PS    | Maire de Créteil                      | François Cabrera             |
| 3e    | Roger-Gérard Schwartzenberg                                                                   |       | PRG   | Maire de Villeneuve-Saint-Georges     | Éric Chamault (PS)           |
| 4e    | Jacques-Alain Bénisti                                                                         |       | UMP   | Maire de Villiers-sur-Marne           | Marie-Carole Ciuntu          |
| 5e    | Gilles Carrez                                                                                 |       | UMP   | Maire du Perreux-sur-Marne            | Dominique Roblin             |
| 6e    | Patrick Beaudouin                                                                             |       | UMP   | Maire de Saint-Mandé                  | Josiane Aubertin             |
| 7e    | Marie-Anne Montchamp puis le 01/05/2004 Olivier Dosne puis le 02/10/2005 Marie-Anne Montchamp |       | UMP   | Conseillère régionale d'Île-de-France | Olivier Dosne                |
| 8e    | Michel Herbillon                                                                              |       | UMP   | Maire de Maisons-Alfort               | Jean-Marie Brétillon         |
| 9e    | René Rouquet                                                                                  |       | PS    | Maire d'Alfortville                   | Jean-Marc Bourjac            |
| 10e   | Jean-Claude Lefort                                                                            |       | PCF   |                                       | Anita Ardura                 |
| 11e   | Jean-Yves Le Bouillonnec                                                                      |       | PS    | Maire de Cachan                       | Christine Revault d'Allonnes |
| 12e   | Richard Dell'Agnola                                                                           |       | UMP   | Maire de Thiais                       | Yves Barrois                 |

## Onzième législature(1997-2002)

Résultats des élections législatives de 1997 dans le Val-de-Marne.

| Circ. | Nom                                                             | Parti | Parti | Autre mandat                          | Suppléant             |
| ----- | --------------------------------------------------------------- | ----- | ----- | ------------------------------------- | --------------------- |
| 1re   | Henri Plagnol                                                   |       | UDF   | Conseiller général du Val-de-Marne    | Jean-Marie Wagnon     |
| 2e    | Laurent Cathala                                                 |       | PS    | Maire de Créteil                      | David Bohbot          |
| 3e    | Roger-Gérard Schwartzenberg puis le 28/04/2000 Joseph Rossignol |       | PRG   | Maire de Villeneuve-Saint-Georges     | Joseph Rossignol (PS) |
| 4e    | Jean-Jacques Jégou                                              |       | UDF   | Maire du Plessis-Trévise              | Danielle de Valence   |
| 5e    | Gilles Carrez                                                   |       | RPR   | Adjoint au Maire du Perreux-sur-Marne | Jacques Lasne         |
| 6e    | Michel Giraud                                                   |       | RPR   |                                       | Patrick Beaudouin     |
| 7e    | Pierre Aubry                                                    |       | RPR   | Maire de Joinville-le-Pont            | Olivier Échappé       |
| 8e    | Michel Herbillon                                                |       | DL    | Maire de Maisons-Alfort               | Alain Bernard         |
| 9e    | René Rouquet                                                    |       | PS    | Maire d'Alfortville                   | Jean-Marc Bourjac     |
| 10e   | Jean-Claude Lefort                                              |       | PCF   |                                       | Sylvie Vassallo       |
| 11e   | Claude Billard                                                  |       | PCF   |                                       | Pierre-Yves Cosnier   |
| 12e   | Patrick Sève                                                    |       | PS    |                                       | Jean-Jacques Bridey   |

## Dixième législature(1993-1997)

Résultats des élections législatives de 1993 dans le Val-de-Marne.

| Circ. | Nom                                                                                         | Parti | Parti    | Autre mandat                      | Suppléant(e)            |
| ----- | ------------------------------------------------------------------------------------------- | ----- | -------- | --------------------------------- | ----------------------- |
| 1re   | Jean-Louis Beaumont                                                                         |       | App. UDF | Maire de Saint-Maur-des-Fossés    | Henri Plagnol           |
| 2e    | Laurent Cathala                                                                             |       | PS       | Maire de Créteil                  | David Bohbot            |
| 3e    | Roger-Gérard Schwartzenberg                                                                 |       | PRG      | Maire de Villeneuve-Saint-Georges | Roger Guillemard (PS)   |
| 4e    | Jean-Jacques Jégou                                                                          |       | UDF      | Maire de Le Plessis-Trévise       | Émile-Claude Rodriguez  |
| 5e    | Michel Giraud puis le 02/05/1993 Gilles Carrez                                              |       | RPR      | Maire du Perreux-sur-Marne        | Gilles Carrez           |
| 6e    | Robert-André Vivien puis le 10/05/1995 Antoine Pouillieute puis le 25/06/1995 Michel Giraud |       | RPR      | Antoine Pouillieute               |                         |
| 7e    | Roland Nungesser                                                                            |       | RPR      | Maire de Nogent-sur-Marne         | Pierre Aubry            |
| 8e    | Alain Griotteray                                                                            |       | UDF      |                                   | Michel Herbillon        |
| 9e    | Paul Mercieca                                                                               |       | PCF      | Maire de Vitry-sur-Seine          | Michel Germa            |
| 10e   | Jean-Claude Lefort                                                                          |       | PCF      |                                   | Jacques Laloë           |
| 11e   | Georges Marchais                                                                            |       | PCF      |                                   | Pierre-Yves Cosnier     |
| 12e   | Richard Dell'Agnola                                                                         |       | RPR      | Maire de Thiais                   | Dominique-Pierre Jossic |

## Neuvième législature(1988-1993)

Résultats des élections législatives de 1988 dans le Val-de-Marne.

| Circ. | Nom                                             | Parti | Parti | Autre mandat                      | Suppléant            |
| ----- | ----------------------------------------------- | ----- | ----- | --------------------------------- | -------------------- |
| 1re   | Christiane Papon                                |       | RPR   |                                   | François Bidet       |
| 2e    | Laurent Cathala puis le 18/05/1991 David Bohbot |       | PS    | Maire de Créteil .                | David Bohbot         |
| 3e    | Roger-Gérard Schwartzenberg                     |       | PRG   | Maire de Villeneuve-Saint-Georges | Serge Lagauche (PS)  |
| 4e    | Jean-Jacques Jégou                              |       | UDF   | Maire de Le Plessis-Trévise       | Dominique Soubrane   |
| 5e    | Michel Giraud                                   |       | RPR   | Maire du Perreux-sur-Marne        | Gilles Carrez        |
| 6e    | Robert-André Vivien                             |       | RPR   | Maire de Saint-Mandé              | Jean-Claude Sénéchal |
| 7e    | Roland Nungesser                                |       | RPR   | Maire de Nogent-sur-Marne         | Pierre Aubry         |
| 8e    | Alain Griotteray                                |       | UDF   |                                   | Christian Cambon     |
| 9e    | René Rouquet                                    |       | PS    | Maire d'Alfortville               | Jean-Marc Bourjac    |
| 10e   | Jean-Claude Lefort                              |       | PCF   |                                   | Jacques Laloë        |
| 11e   | Georges Marchais                                |       | PCF   |                                   | Pierre-Yves Cosnier  |
| 12e   | Pierre Tabanou puis le 13/06/1989 Patrick Sève  |       | PS    | Maire de L'Haÿ-les-Roses .        | Patrick Sève         |

## Huitième législature(1986-1988)
Listes proportionnelles
| Député                                                      | Parti | Parti | Autre mandat               |
| ----------------------------------------------------------- | ----- | ----- | -------------------------- |
| Robert-André Vivien                                         |       | RPR   | Maire de Saint-Mandé       |
| Laurent Cathala                                             |       | PS    | Maire de Créteil           |
| Joseph Franceschi puis le 11/03/1988 René Rouquet           |       | PS    | Maire d'Alfortville        |
| Alain Griotteray                                            |       | UDF   | Maire de Charenton-le-Pont |
| Jean-Jacques Jégou                                          |       | UDF   | Maire du Plessis-Trévise   |
| Georges Marchais                                            |       | PCF   |                            |
| Paul Mercieca                                               |       | PCF   |                            |
| Paulette Nevoux                                             |       | PS    |                            |
| Roland Nungesser                                            |       | RPR   | Maire de Nogent-sur-Marne  |
| Christiane Papon                                            |       | RPR   |                            |
| Roger-Gérard Schwartzenberg                                 |       | MRG   |                            |
| Olivier d'Ormesson puis le 03/04/1986 Jean-Pierre Schenardi |       | FN    | Maire d'Ormesson-sur-Marne |

## Septième législature(1981-1986)
Avant 1986, il y avait huit circonscriptions ne correspondant pas à celles de 1988.
| Circ. | Nom                                                                  | Parti | Parti | Autre mandat              | Suppléant(e)      |
| ----- | -------------------------------------------------------------------- | ----- | ----- | ------------------------- | ----------------- |
| 1re   | Georges Marchais                                                     |       | PCF   |                           | Marcel Trigon     |
| 2e    | Pierre Tabanou                                                       |       | PS    | Maire de L'Haÿ-les-Roses  | David Bohbot      |
| 3e    | Georges Gosnat (Décédé en fonction) puis le 24/05/1982 Paul Mercieca |       | PCF   |                           | Paul Mercieca     |
| 4e    | Joseph Franceschi puis le 25/07/1981 René Rouquet                    |       | PS    | Maire d'Alfortville       | René Rouquet      |
| 5e    | Laurent Cathala                                                      |       | PS    | Maire de Créteil          | Jean-Yves Delanoë |
| 6e    | Roland Nungesser                                                     |       | RPR   | Maire de Nogent-sur-Marne | Pascal Ithurbide  |
| 7e    | Robert-André Vivien                                                  |       | RPR   | Maire de Saint-Mandé      | Roland Vernaudon  |
| 8e    | Paulette Nevoux                                                      |       | PS    |                           | Jean Pécoup       |

## Sixième législature(1978-1981)
| Circ. | Nom                 | Parti | Parti | Autre mandat                   | Suppléant(e)      |
| ----- | ------------------- | ----- | ----- | ------------------------------ | ----------------- |
| 1re   | Georges Marchais    |       | PCF   |                                | Marcel Trigon     |
| 2e    | Charles Fiterman    |       | PCF   |                                | Gaston Viens      |
| 3e    | Georges Gosnat      |       | PCF   |                                | Sylviane Ainardi  |
| 4e    | Joseph Franceschi   |       | PS    | Maire d'Alfortville            | Mme Claude Muller |
| 5e    | Jean-Louis Beaumont |       | DVD   | Maire de Saint-Maur-des-Fossés | Bastien Moscara   |
| 6e    | Roland Nungesser    |       | RPR   | Maire de Nogent-sur-Marne      | Dr Chevrier       |
| 7e    | Robert-André Vivien |       | RPR   | Maire de Saint-Mandé           | Roland Vernaudon  |
| 8e    | Maxime Kalinsky     |       | PCF   | Maire de Villeneuve-le-Roi     | Roger Gaudon      |

## Cinquième législature(1973-1978)
| Circ. | Nom                 | Parti | Parti | Autre mandat               | Suppléant(e)      |
| ----- | ------------------- | ----- | ----- | -------------------------- | ----------------- |
| 1re   | Georges Marchais    |       | PCF   |                            | Marcel Trigon     |
| 2e    | Fernand Dupuy       |       | PCF   |                            | Gaston Viens      |
| 3e    | Georges Gosnat      |       | PCF   |                            | Marcel Rosette    |
| 4e    | Joseph Franceschi   |       | PS    | Maire d'Alfortville        | Mme Claude Muller |
| 5e    | Pierre Billotte     |       | UDR   | Maire de Créteil           | Gilbert Noël      |
| 6e    | Roland Nungesser    |       | UDR   | Maire de Nogent-sur-Marne  | Michel Giraud     |
| 7e    | Robert-André Vivien |       | UDR   | Maire de Saint-Mandé       | Roland Vernaudon  |
| 8e    | Maxime Kalinsky     |       | PCF   | Maire de Villeneuve-le-Roi | Julien Duranton   |

## Quatrième législature(1968-1973)
| Circ. | Nom                                                       | Parti | Parti | Autre mandat              | Suppléant(e)     |
| ----- | --------------------------------------------------------- | ----- | ----- | ------------------------- | ---------------- |
| 1re   | Marie-Claude Vaillant-Couturier                           |       | PCF   |                           | Marcel Trigon    |
| 2e    | Fernand Dupuy                                             |       | PCF   |                           | Gaston Viens     |
| 3e    | Georges Gosnat                                            |       | PCF   |                           | Marcel Rosette   |
| 4e    | Alain Griotteray                                          |       | RI    |                           | Christian Cambon |
| 5e    | Pierre Billotte                                           |       | UDR   | Maire de Créteil          | Gilbert Noël     |
| 6e    | Roland Nungesser                                          |       | UDR   | Maire de Nogent-sur-Marne | Michel Giraud    |
| 7e    | Robert-André Vivien puis, le 23/07/1969, Roland Vernaudon |       | UDR   | Maire de Saint-Mandé      | Roland Vernaudon |
| 8e    | Jean-Marie Poirier                                        |       | UDR   | Maire de Sucy-en-Brie     | Armand Vignal    |

## Troisième législature(1967-1968)
| Circ. | Nom                                                | Parti | Parti | Autre mandat              | Suppléant(e)   |
| ----- | -------------------------------------------------- | ----- | ----- | ------------------------- | -------------- |
| 1re   | Marie-Claude Vaillant-Couturier                    |       | PCF   |                           | Marcel Trigon  |
| 2e    | Fernand Dupuy                                      |       | PCF   |                           | Gaston Viens   |
| 3e    | Georges Gosnat                                     |       | PCF   |                           | Marcel Rosette |
| 4e    | Alain Griotteray                                   |       | RI    |                           | Georges Gaumé  |
| 5e    | Pierre Billotte puis le 08/05/1967 Gilbert Noël    |       | UNR   | Maire de Créteil          | Gilbert Noël   |
| 6e    | Roland Nungesser puis le 08/05/1967 René Ithurbide |       | UNR   | Maire de Nogent-sur-Marne | René Ithurbide |
| 7e    | Robert-André Vivien                                |       | UNR   | Maire de Saint-Mandé      | Jean Versini   |
| 8e    | Jean-Marie Poirier                                 |       | UNR   | Maire de Sucy-en-Brie     | Armand Vignal  |